# Sous-commission des affaires fiscales
La sous-commission des affaires fiscales (FISC) est l'une des trois sous-commissions du Parlement européen. Elle est rattachée à la Commission des affaires économiques et monétaires (ECON).
Elle est actuellement présidée par le député Paul Tang.

## Historique

### Avant la création de la sous-commission
La première commission ayant travaillé sur les aspects fiscaux fut la commission spéciale sur les rescrits fiscaux et autres mesures similaires par leur nature ou par leur effet (TAXE), créée en 2015. Elle avait été créée à la suite du scandale LuxLeaks. Les travaux de cette commission ont notamment conclus : 
- qu'il fallait un partage systématique des rescrits fiscaux entre administrations fiscales ;
- qu'il fallait des lignes directrices visant à définir des règles appropriées en matière de prix de transfert ;
- et qu'il fallait clarifier la notion de « substance économique. »

La commission spéciale TAXE a été suivie par TAX2 (même nom, nouveau mandat). Ses travaux ont porté sur les « régimes et pratiques néfastes d'imposition des sociétés ». 
À la suite du scandale des Panama Papers, une commission d'enquête (dite « PANA ») a également été créée pour travailler sur la lutte contre le blanchiment de capitaux et la fraude fiscale.
Enfin, la commission spéciale sur la criminalité financière, la fraude fiscale et l'évasion fiscale (TAX3) a été créée pour reprendre les travaux des commissions TAXE et TAX2.

### 9elégislature
La sous-commission a été créée le 18 juin 2020.